# Шукуров, Алишер
Алишер Шукуров (тадж. Алишер Шукуров; 30 марта 2002 года, Вахш, Хатлонская область, Таджикистан) — футболист сборной Таджикистана.

## Карьера
Алишер Шукуров воспитывался и начал профессиональную карьеру в клубе «Куктош». Выступал за молодёжные команды клуба. Дебютировал за основу 16 апреля 2021 года в матче Высшей лиги против «Файзканда» (1:3). В первом сезоне за «Куктош» Шукуров выходил на поле в 17 матчах, однако не спас команду от вылета в первый дивизион. Несмотря на понижение в классе, «Куктош» в сезоне-2022 дошёл до финала Кубка Таджикистана, а Шукуров был признан лучшим игроком финальной встречи против «Истиклола».
В 2023 году «Куктош» вернулся в Высшую лигу, а Алишер Шукуров стал одним из лидеров клуба — поучаствовал в 19 матчах, 16 из которых отыграл без замен. Забил 6 мячей и отдал две голевые передачи, а «Куктош» по итогам сезона занял четвёртое место, уступив «Эсхате» лишь по дополнительным показателям.
В феврале 2024 года футболист подписал контракт с тбилисским «Динамо» сроком на два года.

## Сборная
Летом 2023 года тренер олимпийской сборной Мубин Эргашев обратил внимание на полузащитника и пригласил его на сборы. Дебютировал Шукуров в матче за молодёжную сборную в матче против Гонконга 15 июня 2023 года (1:1). В сентябре принял участие в первом официальном матче молодёжной сборной, во встрече отбора Кубка Азии до 23 лет против Австралии (1:1), в котором отдал голевую передачу.
За национальную команду Таджикистана Шукуров дебютировал 17 октября 2023 года в финале товарищеского турнира Кубок Мердека против Малайзии (2:0), в котором отдал голевую передачу. Был включён Петаром Шегртом в заявку сборной на дебютный для Таджикистана Кубок Азии. Во всех пяти матчах сборной на турнире выходил на поле в основном составе. Реализовал победный послематчевый пенальти в матче 1/8 против сборной ОАЭ.